# Lisa Manobal
Lalisa Manobal més coneguda amb el seu nom artístic Lisa Manobal (tai: ลลิษา มโนบาล)  (província de Buriram i Tailàndia, 27 de març de 1997) és una cantant, rapera i ballarina tailandesa. És membre del grup femení Blackpink format el 2016 per YG Entertainment.